# Áron Tamási
Áron Tamási, auch János Tamás (20. September 1897 in Farkaslaka, Harghita, Österreich-Ungarn – 26. Mai 1966 in Budapest) war ein ungarischer Schriftsteller.

## Leben
Áron Tamási verfasste Dramen und Romane über Siebenbürgen aus Sicht der sozial Schwachen. Von 1945 bis 1947 war er Parlamentsabgeordneter. Von 1956 bis 1957 war er Vizepräsident des ungarischen Schriftstellerverbandes.

## Werke
- Ábel a rengetegben, 1932
- Ábel az országban, 1933
- Ábel Amerikában, 1934